# 2998 Berendeya
A 2998 Berendeya (ideiglenes jelöléssel 1975 TR3) a Naprendszer kisbolygóövében található aszteroida. Ljudmila Ivanovna Csernih fedezte fel 1975. október 3-án.